# Nehutdescherut
Nehutdescherut (die roten Sykomoren – Lesung des Namens unsicher) war ein bedeutender Beamter im Alten Ägypten zur Zeit der 6. Dynastie. Er ist vor allem von seinem Grab (G95*) in El Hawawisch, der Nekropole von Achmim, bekannt.
Nehutdescherut war Statthalter des Menu-Gaues und trug als solcher den Titel Großes Oberhaupt der Provinz. Daneben war er auch Vorsteher der Priester, einzig(artig)er Freund (Smḥr-w ˁ.tj = Semher-wati) und Siegler des Königs (Ḫtm.tj-bjtj = Chetemti-biti). Seine Gemahlin hieß Isi. Mehrere Kinder sind namentlich bezeugt, darunter Schepsipumin, der auch den Titel eines Statthalters trug.
Das Grab von Nehutdescherut ist ein Felsengrab und besteht aus einer ausgemalten Kapelle und unterirdischen, undekorierten Grabkammern. Die Wände der Grabkapelle sind verputzt und dann bemalt worden. Auf der Nordwand sieht man Nehutdescherut auf der rechten und seine Gemahlin Isi auf der linken Seite. Beide sitzen sie jeweils vor einem Opfertisch. Auf der Südwand sieht man rechts Nehutdescherut sitzen. Vor ihm befinden sich mehrere Kolumnen mit Text, die eine Idealbiographie beinhalten. Auf der ganzen verbleibenden Wand sieht man Familienmitglieder und Diener in drei Registern, wie sie dem Grabherren ihre Aufwartung machen und diverse Gaben herbeibringen. Auf der Ostwand ist der Grabherr rechts stehend dargestellt. Vor ihm befinden sich Opfergaben und eine lange Opferliste. Hinter und vor ihm stehen auch Söhne.